# Amt Reinhausen

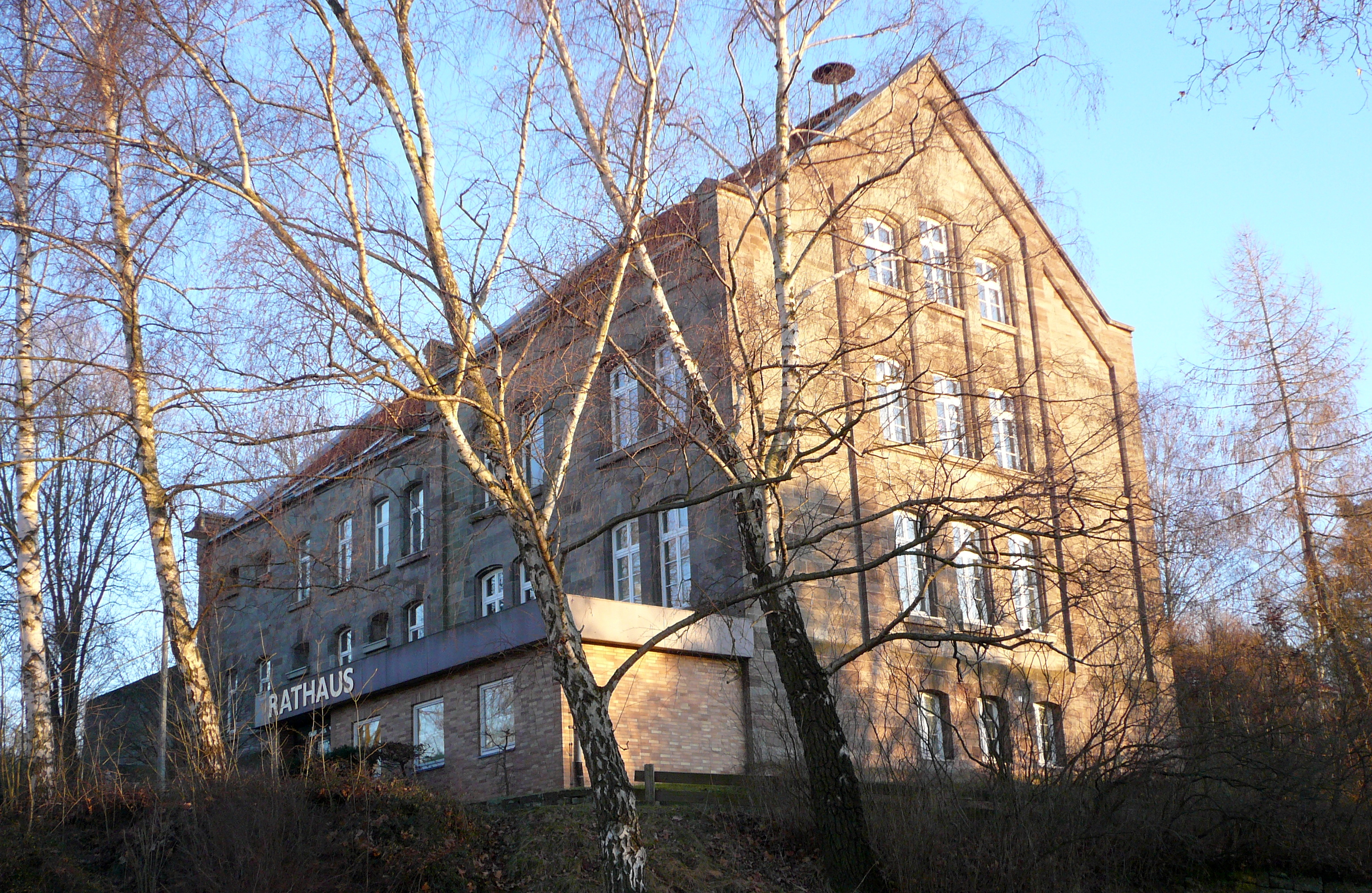
Altes Amtshaus in Reinhausen

Das Amt Reinhausen war ein historisches Verwaltungsgebiet des Fürstentums Göttingen, später des Königreichs Hannover bzw. der preußischen Provinz Hannover. Übergeordnete Verwaltungsebene war ab 1823 die Landdrostei Hildesheim.

## Geschichte
Der Kern des Amtssprengels geht auf den Besitz des 1543 der Reformation zugeführten Klosters Reinhausen zurück, dessen Ländereien seit 1587 durch landesherrliche Amtmänner verwaltet wurden. Der Bereich des Amtes umfasste nur drei Dörfer (Reinhausen, Ischenrode, Lichtenhagen). Er wurde nach der westphälischen Herrschaft wiederhergestellt und um das früher zum Kloster Hilwartshausen gehörige Dorf Diemarden (aus dem Amt Friedland), 1816 um das schon seit 1777 gemeinsam mit Reinhausen verwaltete Amt Niedeck und 1825 um das Amt Neuengleichen vergrößert. Nach dem Verzicht des Grafen von Goertz-Wrisberg auf seine Gerichtshoheit kam das Gericht Garte mit den Dörfern Beienrode, Bischhausen, Kerstlingerode, Rittmarshausen und Weißenborn an das Amt Reinhausen. 1852 wurde das frühere Amt Neuengleichen wieder abgetrennt und dem Amt Radolfshausen zugelegt. Dafür wurde das Amt Reinhausen um die Dörfer Bremke, Gelliehausen und Wöllmarshausen des aufgehobenen Patrimonialgerichts Altengleichen vermehrt. 1859 wurde das Amt Friedland in das Amt Reinhausen eingegliedert. Bei der Verwaltungsreform von 1885 wurde das Amt aufgelöst.

## Gemeinden
Bei seiner Auflösung (1885) umfasste das Amt Reinhausen folgende Gemeinden:
| - Atzenhausen (*) - Ballenhausen (*) - Beienrode - Benniehausen - Bischhausen - Bremke - Dahlenrode (*) - Deiderode (*) - Diemarden - Dramfeld (*) | - Elkershausen (*) - Etzenborn (**) - Friedland (*) - Gelliehausen - Groß Lengden - Groß Schneen (*) - Ischenrode - Kerstlingerode - Klein Lengden - Klein Schneen (*) | - Lichtenhagen - Ludolfshausen (*) - Mariengarten (*) - Meensen (*) - Mollenfelde (*) - Niedergandern (*) - Niedernjesa (*) - Obernjesa (*) - Reckershausen (*) | - Reiffenhausen (*) - Reinhausen - Rittmarshausen - Sattenhausen (+) - Sieboldshausen (*) - Stockhausen (*) - Volkerode (*) - Weißenborn - Wöllmarshausen |

(*) Aus dem früheren Amt Friedland; (**) aus dem Amt Duderstadt; (+) aus dem Amt Radolfshausen.
- Karte mit allen verlinkten Seiten:
- OSM |
- WikiMap

## Amtmänner
- 1797–1818: Georg August Gabriel Heinsius (1747–1818)[1]
- um 1813: Wilhelm Franz Anton Jacobi (Oberamtmann)
- 1864–1867: Julius Jordan